# Острва Палма
Острва Палма су вештачка острва у Дубаију, Уједињеним Арапским Емиратима на којима ће бити изграђене велики комерцијални и стамбени објекти. Острва су Палма Џумеирах, Палма Џебел Али и Палма Деира.
Острва ће бити изграђена у облику палме, окржена полумесецом и имаће велики број стамбених и центара за разоноду. Налазе се у близини обале УАЕ у Персијском заливу и пружиће граду Дубаи 520 км додатних километара плаже.
Прва два острва ће се састојати од 100 милиона кубних метара камена и песка. Палма Деира ће бити састављена од око 1 милијарде кубика пекса и камена. Сав материјал је из УАЕ. Међу три острва ће бити више од 100 луксузних хотела, ексклузивне виле са плажом, станови, марине, водени паркови, ресторани, тржни центри, спортски објекти...
Изградња Палме Џумеирах је почела у јуну 2001. Убрзо након тога, започети су радови и на острву Палма Џебел Али. Палма Деира, површине 46,35 km², започета је у октобру 2004. Првобитно, пре светске економске кризе, планирано је да изградња острва траје 10 до 15. година. 

## Изградња
Белгијска компанија Jan de NUB и холандска Van Oord су изградиле острва од песка са дна Персијског залива. Песак наносе бродови-багери, навођени DGPS-ом. Палма Џумеирах има више од 7 милиона стена. Сваки камен је посебно постављен дизалицом. Jan De Nul је острво Палма Џебел Али започео 2002. а завршио 2006. године.